# Pomocný křižník

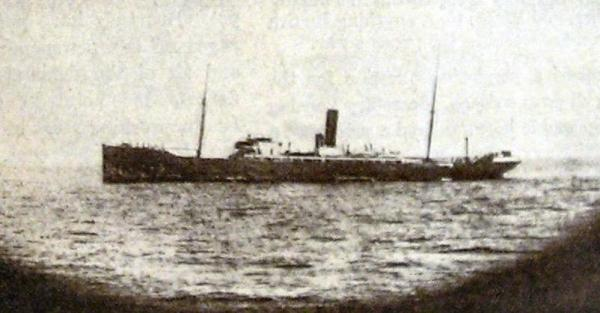
Německý pomocný křižník SMS Möwe

Pomocný křižník je označení původně větší obchodní lodi, která byla za války vyzbrojena a nasazena do bojových akcí. Pojem pomocný křižník nezahrnuje ty obchodní lodě, které byly vyzbrojeny pro osobní ochranu. Nasazení pomocných křižníků se lišilo. Mohl plnit ofenzivní úkoly, které se kvůli nepřítomností pancíře omezovaly většinou na narušování námořní dopravy nepřítele, nebo defenzivní – ochranu vlastní obchodní plavby, popřípadě přepravu vojenských jednotek.

## Historie nasazení
Za první světové války používala pomocné křižníky většina velkých námořnictev. Nejvíce úspěchů zaznamenali Němci, kteří pomocí skrytě vyzbrojených lodí, plujících většinou pod neutrální vlajkou, způsobily v křižníkové válce proti převážně britské námořní dopravě citelné ztráty. Tyto lodě zůstávaly pro svou kořist klasickou obchodní lodí neutrálního státu, dokud nebyla demaskována jejich silná dělostřelecká výzbroj a zahájena palba. Během první světové války německé pomocné křižníky potopily celkem 113 obchodních lodí o objemu 433 730 BRT.